# Enghien
Enghien (nld. Edingen, wa. Inguî, fl. Enge) – miasto w Belgii, w Regionie Walońskim, w prowincji Hainaut, w okręgu Ath. Według Dyrekcji Generalnej Instytucji i Ludności, 1 stycznia 2024 roku miasto liczyło 14 509 mieszkańców.

## Podział administracyjny
W skład gminy wchodzą dwie dzielnice (section):
- Marcq
- Petit-Enghien (Lettelingen)

## Osoby

### urodzone w Enghien
- Nicolas de Bourgogne (1586–1649), poeta i historyk
- Pierre Duré (1946–2012), śpiewak operowy